# Estação De Brouckère
De Brouckère é uma estação das linhas 1, 3, 4 e 5 (1A e 1B) do Metro de Bruxelas.